# 檢見川濱車站

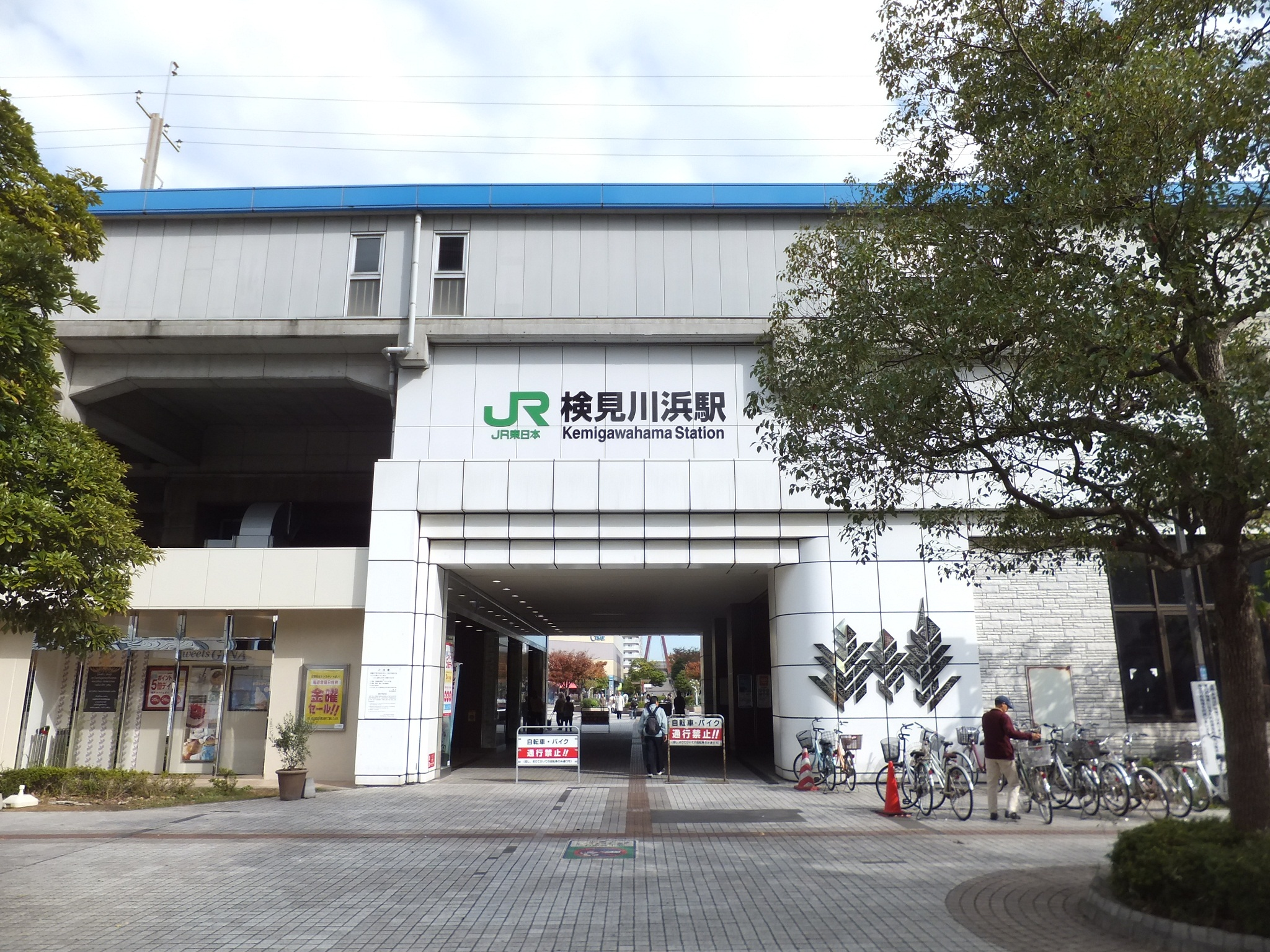
南口(2011年11月)

檢見川濱車站（日语：／ Kemigawahama eki */?）是位於日本千葉縣千葉市美濱區，屬於東日本旅客鐵道（JR東日本）京葉線的鐵路車站。車站編號是JE 15。

## 車站構造
本站是擁有相對式月台和兩條乘車線的高架車站，站內設有電梯、手扶梯與廁所等設施。本站的現代化站房直接設置在高架路軌的下方。為了對應海濱地區較為激烈的冷熱氣候變化，2007年時在上下行的月台上各分別增設一座具有冷暖氣空調的候車室，當時對於管轄範圍比較南方的千葉支社而言，是首度嘗試的作法。

### 月台配置
| 月台 | 路線   | 方向 | 目的地                       |
| ---- | ------ | ---- | ---------------------------- |
| 1    | 京葉線 | 下行 | 蘇我、上總一之宮、木更津方向 |
| 2    | 京葉線 | 上行 | 南船橋、新木場、東京方向     |

（來源：JR東日本:車站構內圖 （页面存档备份，存于））

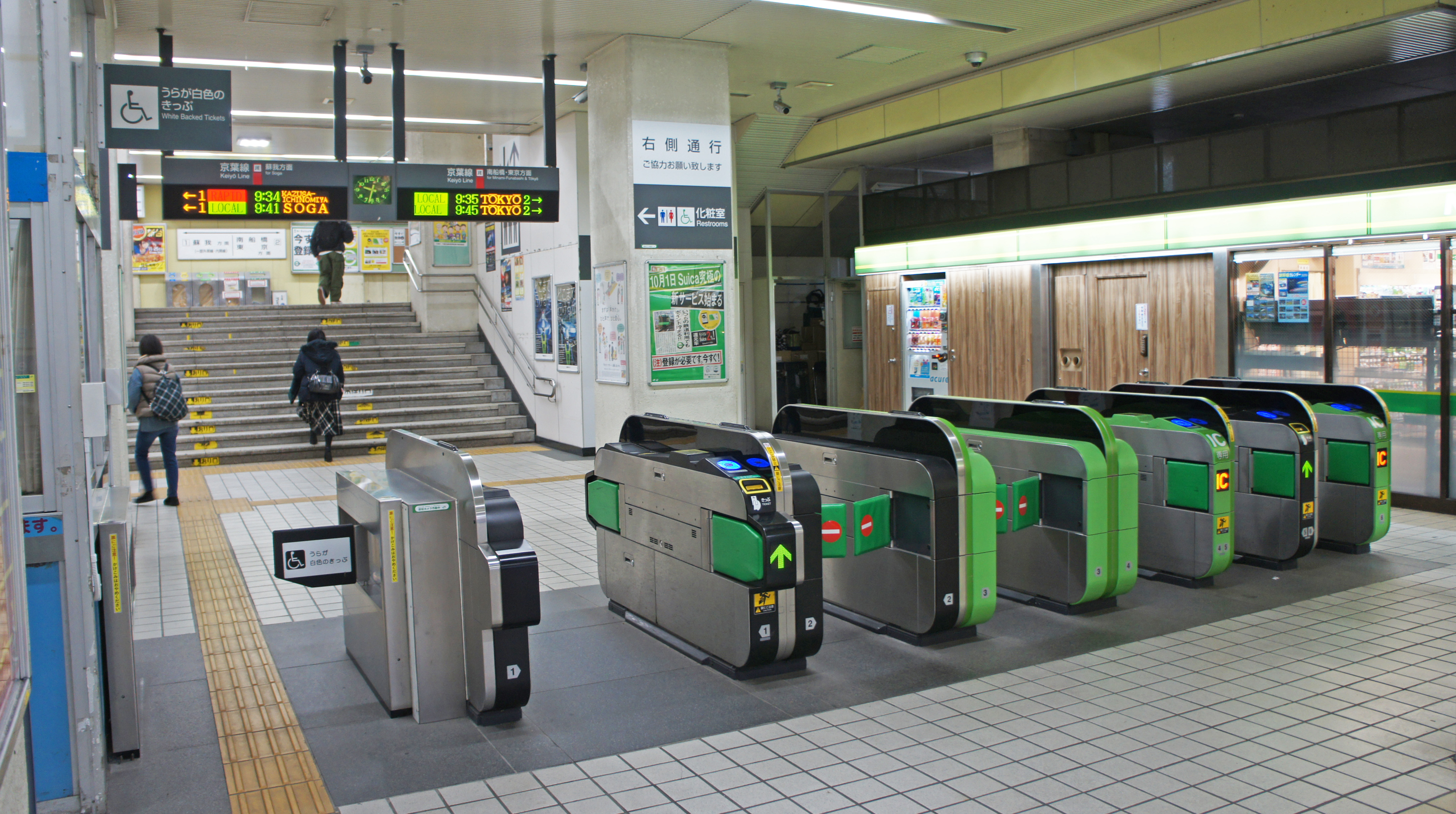
驗票閘口（2019年12月）
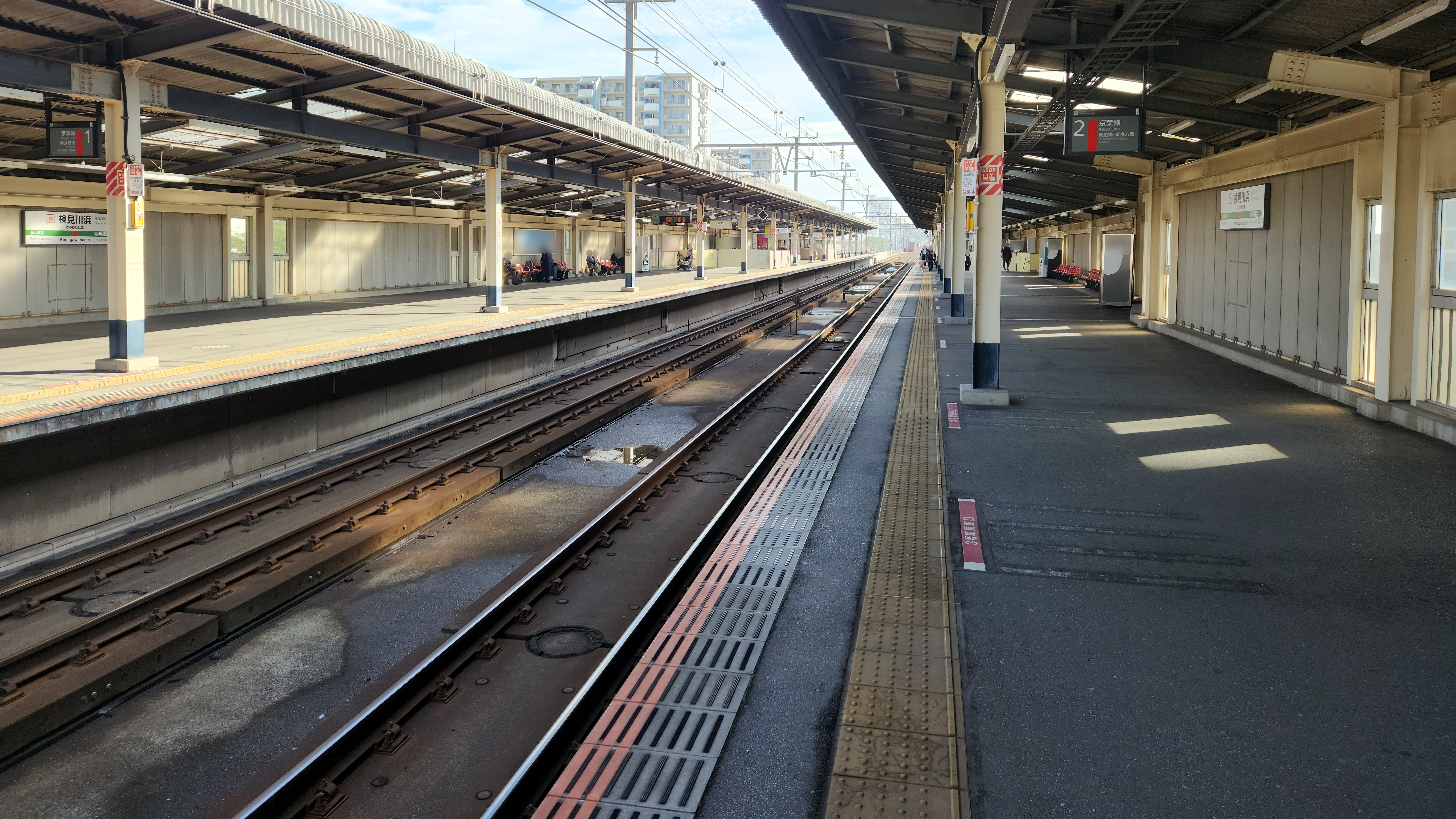
月台（2023年12月）

## 車站周邊
本站位於千葉市西郊一稱為海濱新城（海浜ニュータウン）的新市鎮，因此在實際啟用前曾暫時使用過「檢見川新城車站」（検見川ニュータウン駅）的臨時站名。海濱新城原本是在東京灣沿岸填海造陸所形成的海埔新生地帶，區內大多屬住宅區用地，以及為了支持住宅區的居民生活而設置的文教、學校、行政與商業設施。相關的商業建築大都集中在車站四周，尤其是車站北口的站前廣場周圍。

## 使用情況
2019年（令和元年）度的1日平均上車人次為15,635人。
根據JR東日本與千葉縣統計年鑑，屬於1日的平均上車人次的推移如下表。
| 年度               | 1日平均 上車人次 | 來源     |
| ------------------ | ---------------- | -------- |
| 1985年（昭和60年） | 7,061            | [ * 1 ]  |
| 1986年（昭和61年） | 6,851            | [ * 2 ]  |
| 1987年（昭和62年） | 7,593            | [ * 3 ]  |
| 1988年（昭和63年） | 9,391            | [ * 4 ]  |
| 1989年（平成元年） | 10,650           | [ * 5 ]  |
| 1990年（平成02年） | 13,974           | [ * 6 ]  |
| 1991年（平成03年） | 15,309           | [ * 7 ]  |
| 1992年（平成04年） | 16,500           | [ * 8 ]  |
| 1993年（平成05年） | 17,272           | [ * 9 ]  |
| 1994年（平成06年） | 17,601           | [ * 10 ] |
| 1995年（平成07年） | 17,673           | [ * 11 ] |
| 1996年（平成08年） | 17,813           | [ * 12 ] |
| 1997年（平成09年） | 17,390           | [ * 13 ] |
| 1998年（平成10年） | 17,028           | [ * 14 ] |
| 1999年（平成11年） | 17,058           | [ * 15 ] |
| 2000年（平成12年） | 17,117           | [ * 16 ] |
| 2001年（平成13年） | 17,148           | [ * 17 ] |
| 2002年（平成14年） | 17,072           | [ * 18 ] |
| 2003年（平成15年） | 16,952           | [ * 19 ] |
| 2004年（平成16年） | 16,709           | [ * 20 ] |
| 2005年（平成17年） | 16,482           | [ * 21 ] |
| 2006年（平成18年） | 16,458           | [ * 22 ] |
| 2007年（平成19年） | 16,407           | [ * 23 ] |
| 2008年（平成20年） | 16,183           | [ * 24 ] |
| 2009年（平成21年） | 15,805           | [ * 25 ] |
| 2010年（平成22年） | 15,448           | [ * 26 ] |
| 2011年（平成23年） | 15,220           | [ * 27 ] |
| 2012年（平成24年） | 15,136           | [ * 28 ] |
| 2013年（平成25年） | 15,365           | [ * 29 ] |
| 2014年（平成26年） | 15,162           | [ * 30 ] |
| 2015年（平成27年） | 15,541           | [ * 31 ] |
| 2016年（平成28年） | 15,445           | [ * 32 ] |
| 2017年（平成29年） | 15,558           | [ * 33 ] |
| 2018年（平成30年） | 15,684           |          |
| 2019年（令和元年） | 15,635           |          |

備註
1. ↑  1986年3月3日開業。開業日から同年3月31日までの計29日間を集計したデータ。

## 歷史
- 1986年3月3日：開業。
- 1987年4月1日：伴隨國鐵分割民營化，由JR東日本繼承。
- 2001年11月18日：IC卡Suica使用開始。
- 2007年3月13日：導入發車音樂。
- 2013年2月18日：綠窗口結束營業。
- 2014年4月1日：業務委託化。

## 相鄰車站
東日本旅客鐵道
 京葉線
■通勤快速
通過
■快速、■各站停車
海濱幕張（JE 14）－檢見川濱（JE 15）－稻毛海岸（JE 16）

### 使用情況
1. ↑  千葉県統計年鑑 （页面存档备份，存于） - 千葉県
2. ↑  千葉市統計書 （页面存档备份，存于） - 千葉市

JR東日本2000年度以後上車人次
1. ↑  各駅の乗車人員（2000年度） （页面存档备份，存于） - JR東日本
2. ↑  各駅の乗車人員（2001年度） （页面存档备份，存于） - JR東日本
3. ↑  各駅の乗車人員（2002年度） （页面存档备份，存于） - JR東日本
4. ↑  各駅の乗車人員（2003年度） （页面存档备份，存于） - JR東日本
5. ↑  各駅の乗車人員（2004年度） （页面存档备份，存于） - JR東日本
6. ↑  各駅の乗車人員（2005年度） （页面存档备份，存于） - JR東日本
7. ↑  各駅の乗車人員（2006年度） （页面存档备份，存于） - JR東日本
8. ↑  各駅の乗車人員（2007年度） （页面存档备份，存于） - JR東日本
9. ↑  各駅の乗車人員（2008年度） （页面存档备份，存于） - JR東日本
10. ↑  各駅の乗車人員（2009年度） （页面存档备份，存于） - JR東日本
11. ↑  各駅の乗車人員（2010年度） （页面存档备份，存于） - JR東日本
12. ↑  各駅の乗車人員（2011年度） （页面存档备份，存于） - JR東日本
13. ↑  各駅の乗車人員（2012年度） （页面存档备份，存于） - JR東日本
14. ↑  各駅の乗車人員（2013年度） （页面存档备份，存于） - JR東日本
15. ↑  各駅の乗車人員（2014年度） （页面存档备份，存于） - JR東日本
16. ↑  各駅の乗車人員（2015年度） （页面存档备份，存于） - JR東日本
17. ↑  各駅の乗車人員（2016年度） （页面存档备份，存于） - JR東日本
18. ↑  各駅の乗車人員（2017年度） （页面存档备份，存于） - JR東日本
19. ↑  各駅の乗車人員（2018年度） （页面存档备份，存于） - JR東日本
20. ↑  各駅の乗車人員（2019年度） （页面存档备份，存于） - JR東日本

千葉縣統計年鑑
1. ↑  .   [2020-07-27]. （原始内容存档于2020-01-08）.
2. ↑  .   [2020-07-27]. （原始内容存档于2020-01-08）.
3. ↑  .   [2020-07-27]. （原始内容存档于2020-01-08）.
4. ↑  .   [2020-07-27]. （原始内容存档于2020-01-08）.
5. ↑  .   [2020-07-27]. （原始内容存档于2020-01-08）.
6. ↑  .   [2020-07-27]. （原始内容存档于2016-08-26）.
7. ↑  .   [2020-07-27]. （原始内容存档于2016-08-26）.
8. ↑  .   [2020-07-27]. （原始内容存档于2016-08-26）.
9. ↑  .   [2020-07-27]. （原始内容存档于2016-08-26）.
10. ↑  .   [2020-07-27]. （原始内容存档于2016-08-26）.
11. ↑  .   [2020-07-27]. （原始内容存档于2016-08-26）.
12. ↑  .   [2020-07-27]. （原始内容存档于2016-08-26）.
13. ↑  .   [2020-07-27]. （原始内容存档于2016-08-26）.
14. ↑  .   [2020-07-27]. （原始内容存档于2016-08-26）.
15. ↑  .   [2020-07-27]. （原始内容存档于2017-09-30）.
16. ↑  .   [2020-07-27]. （原始内容存档于2017-09-30）.
17. ↑  .   [2020-07-27]. （原始内容存档于2017-09-30）.
18. ↑  .   [2020-07-27]. （原始内容存档于2017-09-30）.
19. ↑  .   [2020-07-27]. （原始内容存档于2017-09-30）.
20. ↑  .   [2020-07-27]. （原始内容存档于2017-09-30）.
21. ↑  .   [2020-07-27]. （原始内容存档于2016-08-26）.
22. ↑  .   [2020-07-27]. （原始内容存档于2016-08-26）.
23. ↑  .   [2020-07-27]. （原始内容存档于2017-08-30）.
24. ↑  .   [2020-07-27]. （原始内容存档于2017-08-30）.
25. ↑  .   [2020-07-27]. （原始内容存档于2017-08-30）.
26. ↑  .   [2020-07-27]. （原始内容存档于2017-08-30）.
27. ↑  .   [2020-07-27]. （原始内容存档于2017-08-30）.
28. ↑  .   [2020-07-27]. （原始内容存档于2017-08-30）.
29. ↑  .   [2020-07-27]. （原始内容存档于2017-08-11）.
30. ↑  .   [2020-07-27]. （原始内容存档于2017-08-11）.
31. ↑  .   [2020-07-27]. （原始内容存档于2017-08-11）.
32. ↑  .   [2020-07-27]. （原始内容存档于2020-04-24）.
33. ↑  .   [2020-07-27]. （原始内容存档于2020-04-24）.

## 外部連結
- 車站資訊（檢見川濱）：東日本旅客鐵道

35°38′13.3″N 140°3′33″E / 35.637028°N 140.05917°E